# IC 1094/3
IC 1094/3 је галаксија у сазвијежђу Волар која се налази на листи објеката дубоког неба у Индекс каталогу.
Деклинација објекта је + 14° 37' 21" а ректасцензија 15h 7m 42,0s. Привидна величина (магнитуда) објекта IC 1094 износи 14,8 а фотографска магнитуда 15,8. IC 10943 је још познат и под ознакама MCG 3-39-6, CGCG 106-8, 8ZW 453, PGC 54011.